# Палач (роман, 1992)
«Пала́ч» — исторический роман-трилогия Константина Белова, продолжение авторского цикла исторической художественной хроники. Посвящён предреволюционной истории России, концентрируется на жизни двух широко известных семей — венценосных Романовых и Ульяновых.
Включает три книги:
- «Палач» (1992, переиздан в 1993, оба раза тираж 100 000 экз.[1])

Роман описывает описывает события 1860—1880 годов, судьбы простых крестьян и венценосных особ, разночинцев и народовольцев. В центре повествования — трагическая судьба Александра Ульянова, пересёкшая не менее трагическую судьбу Ивана Фролова (известного российского палача; по версии автора, спасшего жизнь Саши Ульянова в раннем детстве, вынужденного исполнить его казнь в числе прочих участников покушения на императора Александра и покончившего после этого жизнь самоубийством).
- «Ученики» (1996)

Охватывает период по 1907 год.
- «Уроки» (?)